# Wang Fei (Fußballspielerin)
Wang Fei (chinesisch 王飞, Pinyin Wáng Fēi; * 22. März 1990 in Pulandian) ist eine ehemalige chinesische Fußballspielerin.

## Karriere

### Vereine
Wang begann 2003 mit dem Fußballspielen, zunächst als Mittelfeldspielerin und Stürmerin. 2010 und 2011 war sie als Torhüterin erstmals im Seniorenbereich für den chinesischen Verein Dalian Shide WFC, 2012 und 2013 für Liaoning Hongyun in der Chinese Women’s Super League, der höchsten Spielklasse im chinesischen Frauenfußball aktiv. Nach einer weiteren Spielzeit für Dalian Aerbin absolvierte sie im Dezember 2014 ein Probetraining beim Bundesligisten 1. FFC Turbine Potsdam. Nachdem sie die Verantwortlichen hatte überzeugen können, unterschrieb sie am 17. Dezember 2014 einen bis zum 30. Juni 2016 gültigen Vertrag.
Am 15. Februar 2015 (14. Spieltag) debütierte sie bei der 1:5-Niederlage im Auswärtsspiel gegen den 1. FFC Frankfurt, wechselte jedoch im September 2015 zum französischen Erstligisten Olympique Lyon. Am 7. Januar 2016 jedoch, wurde ihre Vertragslaufzeit im Einvernehmen als beendet erklärt, worauf sie nach China zurückkehrte und sich dem Dalian Quanjian FC anschloss.
In der Winterpause der Saison 2017/18 wurde sie vom Bundesligisten FC Bayern München verpflichtet, der sie mit einem bis zum 30. Juni 2019 gültigen Vertrag ausstattete.
Trotz ihrer Vertragslaufzeit wurde sie am 27. Mai 2018 vor dem Spitzenspiel im Heimspiel gegen den VfL Wolfsburg neben Lena Lotzen, Viktoria Schnaderbeck, Verena Wieder und Laura Georges, die ihre Karriere beendet, vom FC Bayern München verabschiedet. Mit Beginn der Spielzeit 2018 gehörte sie der Frauenfußballabteilung des IF Limhamn Bunkeflo an, die 2017 in die Damallsvenskan aufgestiegen war. Da sie jedoch zu keinem Pflichtspieleinsatz gekommen war, kehrte sie nach China zurück. In der Chinese Women’s Super League 2019 gehörte sie dem Guangdong Huijun WFC an. In der Spielzeit 2020 blieb sie vereinslos. Von Januar 2021 bis Februar 2022 gehörte sie dem Tianjin Shengde WFC an, für den sie in zehn von 14 Punktspielen eingesetzt wurde. Nach Wuhan, der Hauptstadt der Provinz Hubei, gelangt, war sie an der hiesigen Universität für deren Sport-Team Wuhan Jianghan University FC bis Februar 2024 ebenfalls in der Chinese Women’s Super League aktiv  gewesen, mit dem sie am Ende der Spielzeit 2023 die Chinesische Meisterschaft gewann. Im Februar 2024 beendete sie ihre Spielerkarriere.

### Nationalmannschaft
Bekannt wurde sie bei der vom 12. bis 23. August im chinesischen Shenzhen ausgetragenen Sommer-Universiade 2011, bei der sie maßgeblich zum Turniererfolg ihrer Mannschaft beitrug. Im Halbfinale wehrte sie zwei Torschüsse im Elfmeterschießen der Nationalmannschaft Brasiliens ab und sicherte damit ihrer Mannschaft den Einzug ins Finale, in dem die Nationalmannschaft Japans bezwungen wurde. Zum Turnierabschluss wurde sie als beste Torhüterin des Turniers ausgezeichnet.
Wang war – mit einer zweijährigen Unterbrechungszeit – Torhüterin der Nationalmannschaft Chinas bis 2018. Ihr A-Länderspieldebüt gab sie am 24. November 2012 beim 2:1-Sieg über die Nationalmannschaft Australiens im letzten Spiel der Zweiten Qualifikationsrunde für die Ostasienmeisterschaft 2013. Für die Endrunde qualifiziert, schloss sie diese mit ihrer Mannschaft nach der 0:1-Niederlage gegen den Turniersieger, die Nationalmannschaft Nordkoreas, als Viertplatzierter ab.
Mit dieser nahm sie  am Turnier um den Algarve-Cup 2013, 2014 und 2015, sowie am Vier-Nationen-Turnier in Brasilien vom 10. bis 21. Dezember 2014 in Brasília teil, das sie mit der Mannschaft als Drittplatzierter abschloss.
Sie nahm ferner an der vom 6. Juni bis 5. Juli 2015 in Kanada ausgetragenen Weltmeisterschaft teil. Sie bestritt alle drei Gruppenspiele und qualifizierte sich mit der Mannschaft als Zweitplatzierter (hinter Kanada) fürs Achtelfinale, das mit 1:0 gegen die Nationalmannschaft Kameruns gewonnen wurde. Das Spiel gegen den späteren Turniersieger aus den Vereinigten Staaten wurde im Viertelfinale jedoch mit 0:1 verloren. Nachdem Wang 2016 nach Streitigkeiten mit Nationaltrainer Bruno Bini aus der Nationalmannschaft zurückgetreten war, kehrte sie 2018 unter dem neuen Nationaltrainer Jia Xiuquan zurück und nahm am Turnier um den Algarve-Cup im Jahr 2018 teil.

## Erfolge
Nationalmannschaft
- Teilnahme am Vier-Nationen-Turnier in Brasilien
  - Dritter 02014
- Teilnahme am Fußballwettbewerb der Sommer-Universiade 2011
  - Goldmedaillen-Gewinner[15]

Vereine
- DFB-Pokal-Finalist 2018 (mit dem FC Bayern München)
- Chinesischer Meister 2016 (mit dem Dalian Quanjian FC), 2022 (mit dem Wuhan Jianghan University FC)